# KL Eintrachthütte

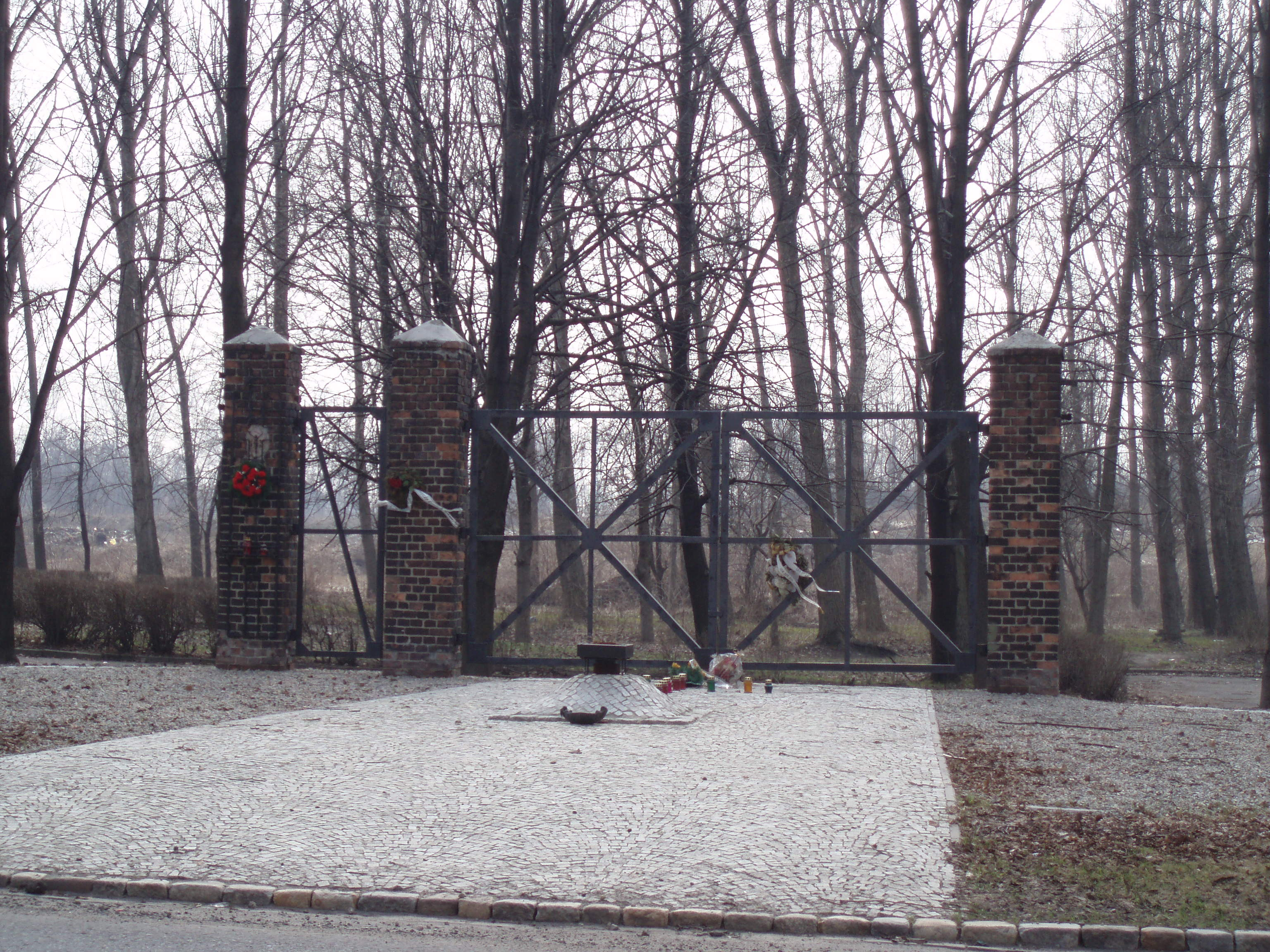
Eintrachthütte, brama – pomnik

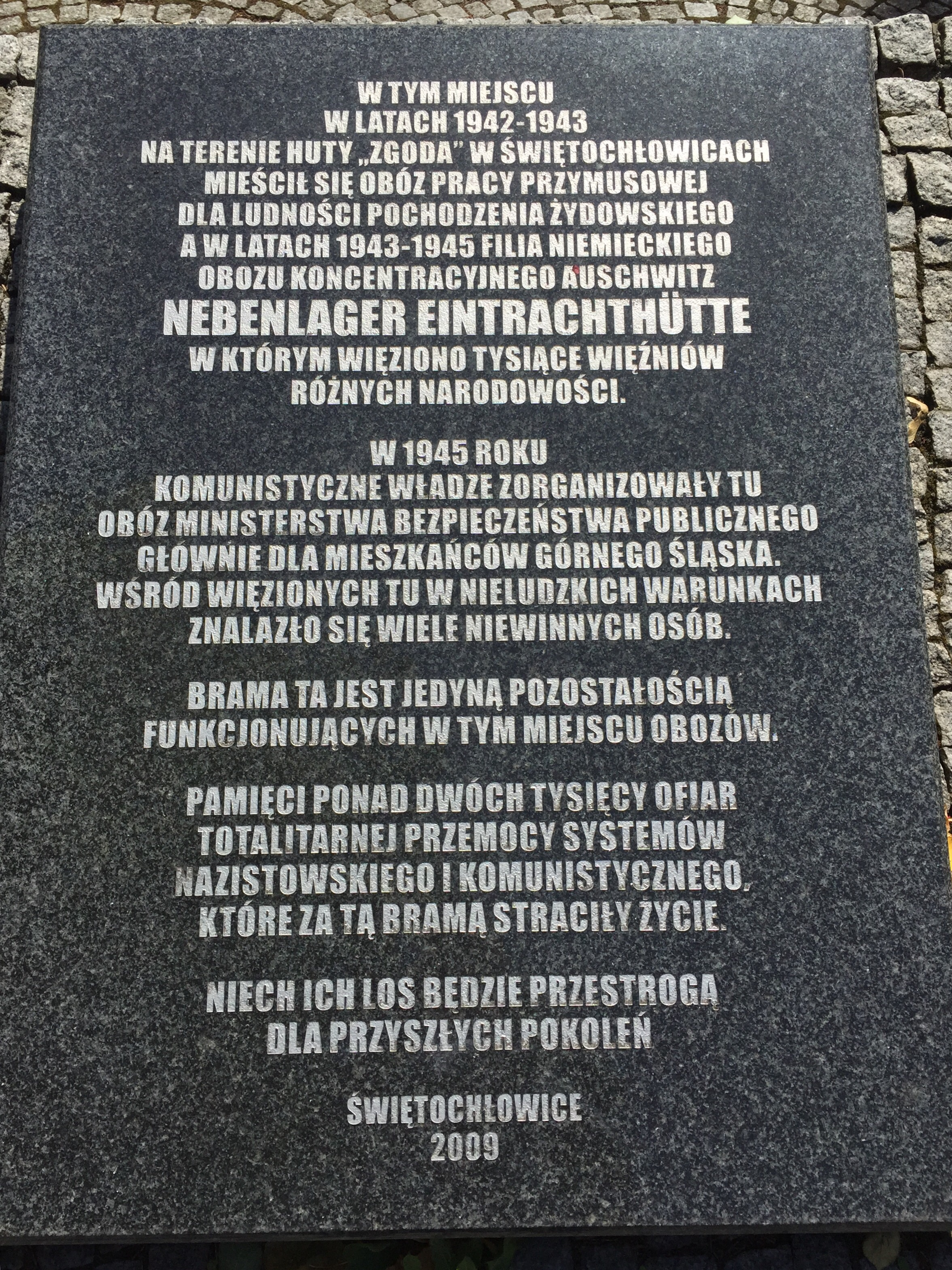
Tablica pamiątkowa

KL Eintrachthütte – działająca od 26 maja 1943 do stycznia 1945 filia obozu Auschwitz-Birkenau. Znajdowała się w dzielnicy Świętochłowic – Zgodzie. W czasach późniejszych – od końca lutego 1945 do listopada 1945 obóz podlegający Urzędowi Bezpieczeństwa Publicznego jako Obóz Zgoda.
Obozem kierowali SS-Hauptscharführerzy Josef Remmele (od powstania do lipca 1944) i Wilhelm Gerhard Gehring (od 18 lipca 1944 do likwidacji obozu 23 stycznia 1945). Obaj odnosili się w brutalny sposób do więźniów, torturowali ich, brali osobisty udział w wykonywanych w obozie egzekucjach. W skład załogi wchodziło przeciętnie 60 esesmanów wspieranych na terenie Huty Eintrachthütte, gdzie pracowali więźniowie, przez straż zakładową.
Obóz składał się z sześciu drewnianych baraków mieszkalnych, które przeznaczono dla więźniów – jedynie barak administracyjny był murowany. Ponadto w obozie znajdowała się izba chorych, kuchnia, latryna, łaźnia z komorą dezynfekcyjną i magazyn. Całość ogrodzona była podwójnym ogrodzeniem z drutu kolczastego pod napięciem, a przestrzeń między drutami wynosiła 1,5 metra i była wysypana piaskiem. Teren obozu oświetlało dziesięć reflektorów, a w czterech rogach stały wieże wartownicze.
Warunki życia nie odbiegały od panujących w innych podobozach. Więźniowie mieszkali w dwuizbowych drewnianych barakach. W izbach ustawiono trzypiętrowe prycze z siennikami i kocami. W jednej izbie przebywało od 60 do 80 więźniów. Otrzymywali głodowe porcje wyżywienia (śniadanie: kawa zbożowa, obiad: zupa szpinakowa lub z pokrzyw i czasami kawałek kiełbasy, kolacja: kawa zbożowa, niewielka porcja margaryny, ser oraz 0,25 kg chleba przeznaczonego też na śniadanie).
Niemcy więzili tu głównie Polaków i Żydów. Liczbę więźniów określa się na maksymalnie 1374 osoby. Obóz został założony w celu zabezpieczenia pracowników dla pobliskich zakładów zbrojeniowych. Więźniowie zatrudnieni byli przez firmy OSMAG i Ost-Maschinenbau. Więźniowie chorzy i niezdolni do pracy kierowani byli do obozu macierzystego. Pomimo odsyłania do Auschwitz-Birkenau osłabionych i chorych w obozie panowała wysoka śmiertelność. Cotygodniowo umierało od 10 do 15 więźniów, co daje liczbę kilkuset zmarłych w czasie funkcjonowania obozu (dokumenty obozowe dotyczące tego zagadnienia nie zachowały się).
Opuszczony przez Niemców obóz został po 23 stycznia 1945 zajęty przez Armię Czerwoną i przekształcony w Obóz Zgoda.